# Chromomycose
 Mise en garde médicale
La chromomycose, ou chromoblastomycose est une infection fongique à long terme de la peau et du tissu sous-cutané.
Elle peut être causée par de nombreux types de champignons différents qui s'implantent sous la peau, souvent par des épines ou des échardes. Elle ne se transmet pas de personne à personne.
Elle est rarement mortelle et a généralement un bon pronostic, mais elle peut être très difficile à guérir. Les traitements comprennent les médicaments et la chirurgie.
L'infection survient le plus souvent dans les climats tropicaux ou subtropicaux, souvent dans les zones rurales. Il s'agit d'une des 20 maladies tropicales négligées listées par l'Organisation mondiale de la santé.

## Symptômes

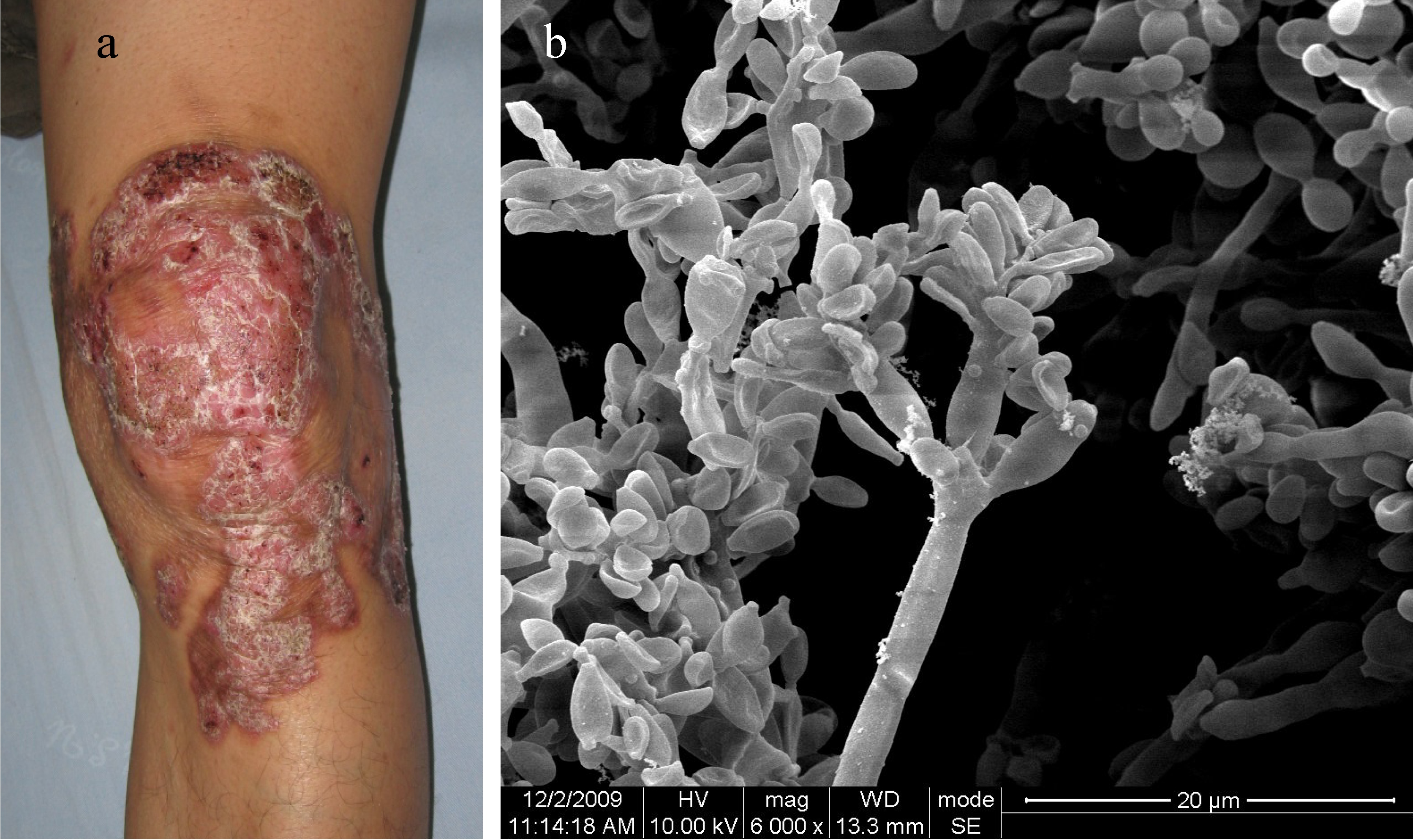
À gauche, photographie d'un homme de 34 ans avec des antécédents de chromomycose depuis 12 ans. À droite, micrographie électronique de sa peau montrant des spores de Fonsecaea pedrosoi.

Le traumatisme initial à l’origine de l’infection est souvent oublié ou inaperçu.
L'infection se développe sur le site au fil des années et une petite papule rouge apparaît. La lésion peut dépasser 10 centimètres de diamètre.
Les chromomycoses les plus importantes provoquent des douleurs et des démangeaisons. Des taches sombres peuvent être observées à la surface de la lésion.
Les lésions peuvent s'étendre et gonfler, ce qui gêne les mouvements. Elles peuvent devenir malodorantes s'il y a une surinfection bactérienne.
En l'absence de traitement, la chromomycose peut provoquer un carcinome épidermoïde.
Dans de rares cas, la chromomycose peut se propager localement par les vaisseaux lymphatiques, voire jusqu'au système nerveux central par les vaisseaux sanguins.

## Cause
La chromomycose est provoquée par l'implantation de champignons sous la peau. Ces champignons sont présents naturellement dans l'environnement, et pénètrent sous la peau à l'aide d'une blessure superficielle, ou d'une blessure pénétrante, généralement aux jambes et aux avant-bras. Les espèces de champignons responsables de chromomycoses sont :
- Fonsecaea pedrosoi[7],[8] ;
- Cladophialophora bantiana, pouvant provoquer à la fois une chromomycose et une phaeohyphomycose ;
- Phialophora verrucosa[9] ;
- Cladophialophora carrionii ;
- Fonsecaea compactea[10].

## Diagnostic
Le diagnostic peut être réalisé par culture du champignon ou par diagnostic moléculaire, à partir d'un grattage de la peau au niveau de la lésion ou apparaissent des taches noires ou d'une biopsie.

## Prévention
L'utilisation d'équipement protégeant la peau, comme des gants et des chaussures, peut réduire le risque d'infection chez les personnes à risque.
Les personnes à risques sont les travailleurs agricoles.

## Traitement
L'itraconazole et la terbinafine par voie orale sont des traitements efficaces contre la chromomycose. Le voriconazole, l'amphotéricine B et la flucytosine sont également utilisés.
L'application locale de chaleur, la cryothérapie et la thérapie photodynamique sont aussi utilisées contre les chromomycoses.
La chirurgie peut être utilisée chez les patients ayant déjà subi une chimiothérapie.

## Épidémiologie
La chromomycose est présente partout dans le monde, le plus souvent dans les zones rurales au climat tropical ou subtropical.
Elle est plus courante dans les zones rurales situées entre 30°N et 30°S de latitude environ. Plus des deux tiers des patients sont des hommes, généralement âgés de 30 à 50 ans. Une corrélation avec HLA-A29 suggère que des facteurs génétiques pourraient également jouer un rôle.

## Impact social
La chromoblastomycose est considérée comme une maladie tropicale négligée. Elle entraîne une stigmatisation et une discrimination considérables.
Elle peut aussi provoquer une incapacité à travailler.